# Chlorhoda thoracica
Chlorhoda thoracica là một loài bướm đêm thuộc phân họ Arctiinae, họ Erebidae.